# Ghost World
Ghost World è un film del 2001 diretto da Terry Zwigoff.
Il soggetto è tratto dall'omonima graphic novel di Daniel Clowes.

## Trama
Enid e Rebecca sono due coetanee all'ultimo anno di scuola superiore in una cittadina della provincia americana. Guardano con sarcasmo e nera ironia il mondo che le circonda; per esempio, quando durante la festa del diploma una compagna parla in pubblico da una sedia a rotelle dei propri progressi dopo un brutto incidente, le due commentano che forse non le sarebbe accaduto nulla se non fosse stata un'alcolizzata cronica. Il diploma è per loro la liberazione dall'incubo dalla scuola, ma ora inizia la vita vera; inoltre, Enid è obbligata a frequentare un corso di recupero estivo. Due avventori in un café diventano per scherzo, ai loro occhi, due satanisti. Leggendo gli annunci personali sul giornale notano che un anonimo “con un cardigan verde” cerca di mettersi in contatto con una donna incontrata per caso all'aeroporto, per scherzo telefonano e danno appuntamento all'uomo in un bar.
Tra i pochi dei quali le due cercano la compagnia c'è Josh, un diciannovenne che lavora come commesso in un negozio. Il proprietario non approva che il suo dipendente si distragga, ma le due ragazze lo mettono sempre in imbarazzo. Si presentano prima della chiusura per chiedergli un passaggio in auto; in realtà lo costringono ad accompagnarle all'appuntamento con il tizio dell'annuncio. I tre, seduti a un tavolo, osservano la vittima dello scherzo, un uomo di mezz'età che indossando il suo cardigan verde attende inutilmente la donna dell'aeroporto. Enid e Rebecca lo trovano patetico, e convincono il contrariato Josh a seguirlo in auto per vedere dove abita. Ai loro occhi, l'uomo ha il comportamento classico di un perdente.
Per il recupero estivo, Enid ha scelto un corso di Arte tenuto da Roberta Allsworth, un'insegnante di mezz'età che privilegia il significato rispetto all'espressività. Enid, appassionata di disegno, nota presto che i lavori sono più apprezzati sono quelli dei partecipanti che “vendono” meglio l'opera con il linguaggio che usa Roberta. Per passare il tempo, nell'attesa di trovare un lavoro per trasferirsi a vivere da sole, le due ragazze proseguono nelle loro ironiche attenzioni verso l'uomo dal cardigan, che si chiama Seymour. Tornate a casa sua scoprono che vende vinili usati a un mercatino svuota-cantine; per attaccare bottone, Enid acquista un vecchio long playing di musica blues inciso negli anni Trenta.
Mentre commentano con sarcasmo l'episodio passeggiando, incontrano Norman, un uomo anziano che aspetta tutti i giorni il bus a una fermata soppressa due anni prima. Tornano a importunare Josh, che in fondo piace a Enid, ma non trovandolo in casa gli lasciano un biglietto con pesanti allusioni sexy. Il padre di Enid è un vedovo affettuoso ma in fondo superficiale che non riesce a gestire il rapporto con la figlia; la ragazzina è disgustata dal ritorno in scena di Maxine, una donna con la quale lui ha avuto una relazione. Una sera in cui Enid non ha voglia di ascoltare la solita musica rock, mette sul piatto il vinile di Seymour e rimane incantata dalla magia di uno dei brani.
Il giorno successivo torna al mercatino e chiede a Seymour se ha altri dischi simili; non è stato però il brano di Memphis Minnie a colpirla, come pensava lui, bensì Devil Got My Woman di Skip James. Rebecca è perplessa dal fatto che Enid stia cambiando idea su Seymour, a maggior ragione quando l'amica la invita a una “festa” che si rivela in realtà una riunione di una decina di collezionisti di mezza età a casa dell'uomo, sorpreso dal loro arrivo. Abbandonata Rebecca alla presenza di un importuno corteggiatore, Enid viene ammessa da Seymour alla sua sterminata collezione di dischi degli anni Venti e Trenta. La ragazza si prende qualche confidenza, viene a sapere che lui da tempo non si vede con una donna, che si considera un perdente e che è conscio del fatto che la sua mania di collezionismo è un antidoto alla solitudine; perciò si incarica spontaneamente di procurargli un appuntamento.
I due passano un pomeriggio in città. Che tipo di donna piace a Seymour? Qualcuna che condivida i suoi interessi? Al contrario, lui vorrebbe una che sia “l'esatto contrario di se stesso”. Josh li vede insieme e rimane esterrefatto, ha riconosciuto l'uomo dal cardigan. Enid trascina Seymour in un sexy-shop dove si è sempre vergognata a entrare con Rebecca, e lo mette in imbarazzo con l'esagerato entusiasmo per l'oggettistica kitsch. Più tardi la ragazza si presenta a Rebecca, che lavora come barista in una catena di caffè, indossando una maschera da bat-girl; l'amica non può credere che lei sia divenuta amica del perdente Seymour e che non abbia ancora trovato un lavoro per dividere le spese dell'affitto.
Enid accompagna Seymour in un locale dove suona un anziano bluesman, fra l'indifferenza degli avventori. Convince una donna a prendere il proprio posto al tavolo con Seymour, ma lui non riesce a essere così brillante da attirare il suo interesse. Tornati a casa di Seymour, Enid nota tra il materiale collezionato un cartellone pubblicitario degli anni Venti, la parodia inizio secolo di un ragazzo nero: è il precedente marchio di Cook's Chicken, la catena di ristorazione per cui Seymour lavora come impiegato. Se lo fa prestare e lo presenta al corso d'arte come elaborazione sul tema del razzismo connaturato nella cultura americana, suscitando l'approvazione di Roberta.
Enid trova lavoro al bar di un cinema ma si fa licenziare per il suo sarcasmo. Di fronte alla disapprovazione di Rebecca decide di tentare a sua volta un mercatino svuota-cantine, ma di fronte a possibili acquirenti non si convince a vendere giocattoli da bambina e vecchi vestiti. Enid convince un riottoso Seymour a accettare di incontrare Dana, la donna dell'aeroporto che risponde con parecchio ritardo al suo annuncio sul giornale. Da questo momento in poi tutto va a rotoli per Enid. Suo padre ritorna insieme a Maxine, che lei detesta; Rebecca decide di affittare un appartamentino da sola perché lei non può condividere le spese; Seymour non ha più tempo per lei perché comincia a uscire con Dana, la quale non capisce il rapporto fra loro due. Come se non bastasse, il suo lavoro su Cook's Chicken esposto alla mostra di fine corso scolastico suscita lo sdegno dei visitatori che non tollerano l'ironia sul razzismo. Roberta Allsworth è costretta a rimuoverlo e a negare a Enid la borsa di studio promessa per l'Accademia d'arte in un'altra città.
Demoralizzata e sull'orlo delle lacrime, Enid si presenta a casa di Seymour, ha bisogno di qualcuno che la ascolti. Bevono una bottiglia di champagne regalo di Dana e si mettono a ascoltare vecchi dischi nel cuore della notte. Seymour confessa di non essere propriamente contento della fidanzata; Enid, con l'alcol in circolazione, gli domanda perché non abbia mai chiesto di uscire a lei. Accade l'inevitabile, i due finiscono a letto insieme. Il giorno successivo, illudendosi di qualcosa che non esiste, Seymour lascia Dana ma Enid non risponde più alle sue telefonate. Come se non bastasse, i suoi superiori non gradiscono affatto lo scandalo del poster Cook's Chicken apparso sui giornali e Seymour perde il posto.
Enid è confusa, indecisa. Accetta un lavoro che Maxine le trova a Computer Station e convince Rebecca a accettarla ancora come compagna di appartamento. Alla ricerca di Enid, Seymour si imbatte in Rebecca, che gli rivela il tiro mancino dell'annuncio sul giornale; l'uomo è convinto che Enid si sia divertita alle sue spalle, si reca nel negozio dove lavora Josh con intenzioni aggressive ma viene mandato all'ospedale da un cliente. Enid gli fa visita durante la degenza e gli rivela che dopo i primi tempi non ha più pensato a lui come a un perdente, bensì a un originale. Uscita dall'ospedale, Enid fa pace con Rebecca. Più tardi, girovagando per le strade della città, vede il vecchio Norman salire su un bus che si arresta alla fermata soppressa. Seymour torna da sua madre ed inizia una terapia con una psicologa. Una sera Enid prende una borsa con alcune cose e si incammina per le vie della città quasi deserta, raggiunge la fermata del bus dove stazionava Norman. Poco dopo una corriera si ferma, la ragazzina sale e l'automezzo si allontana, scomparendo sotto le luci della sera.

## Colonna sonora
Numerosi brani musicali appaiono nella colonna sonora, ma due di questi sono più importanti degli altri. Il primo ha una funzione rilevante nella trama perché è il disco che Enid acquista al mercatino dell'usato di Seymour: si tratta di Devil Got My Woman, un blues di Nehemiah Skip James (1902-1969), chitarrista e pianista che incise solo 26 brani all'inizio degli anni trenta.
Il secondo brano appare come videoclip nei titoli di testa e poi ancora nella versione integrale audio sotto i titoli di coda; si tratta di un Punjabi rock inciso nel 1965 da Mohammed Rafi, cantante estremamente famoso in India come autore di colonne sonore per il genere Bollywood. Si intitola Jaan Pehechan Ho (testo di Shailendra, musica di Shankar Jaikishan) ed è tratto dalla soundtrack del film Gumnaam, diretto da Raja Nawathe. L'attrice e ballerina interprete è Laxmi Chhaya, e l'intero video è tratto dal film. David Clowes ottenne una copia di Gumnaam da un amico che l'aveva a sua volta duplicata da una videocassetta di un musicista di sua conoscenza. Clowes e Zwigoff acquistarono i diritti dagli eredi del produttore.

## Critica
Il film è tratto dall'omonimo fumetto di Daniel Clowes pubblicato nel 1997, molto popolare negli Stati Uniti; Clowes è coautore della sceneggiatura. Il regista ne ha tratto un teen movie acuminato, sarcastico, con accenti feroci, molto diverso dalle sitcom sui giovani americani che rappresentano un genere cinematografico a sé. La protagonista, Enid, è una diciottenne che non nutre ambizioni materiali e non ha progetti per il futuro, non pensa al matrimonio né al lavoro, neppure per la settimana successiva; è imprigionata in un mondo di provincia che si accontenta della vita che conduce.
All'inizio del film Enid e Rebecca sono solidali tra loro, due outsiders che guardano “dall'esterno” il mondo dei “normali”; ma dopo la cerimonia di diploma Rebecca si lascia gradualmente assimilare, cerca una casa in affitto e un lavoro e rimprovera Enid che non è riuscita a mantenere il posto da cameriera. La distanza che si insinua tra le amiche appare evidente nella scena in cui Enid si presenta sul posto di lavoro di Rebecca indossando una maschera da Batgirl che ha costretto Seymour a comprarle in un sexy shop; l'amica invece indossa un camice da grande catena di distribuzione che sottolinea il contrasto kinky/integrazione in modo immediato, iconico, senza ricorso a battute di dialogo.
Il problema di Enid è che è troppo sensibile, ha un'intelligenza acuta che nutre la sua ironia e la mantiene distante da qualsiasi possibilità di empatia; chi la circonda non è assolutamente in grado di riconoscere il suo messaggio esistenziale, la sua richiesta di aiuto; è un personaggio tridimensionale in un mondo a due dimensioni. Il personaggio di Seymour invece non esiste nella graphic novel di Daniel Clowes, anche se alcune caratteristiche sono già presenti in un paio di personaggi minori. Seymour sembra ricalcato auto-ironicamente sulla personalità del regista, Terry Zwigoff, che in questo film è alla sua prima prova nel campo della fiction. Zwigoff e l'attore Steve Buscemi si somigliano fisicamente; per esempio, quando girava il documentario “Crumb” il regista era afflitto da un mal di schiena così tenace da dormire ogni notte con una pistola sotto il cuscino, nel caso decidesse di farla finita con il dolore.
Il fascino del film risiede in una particolare estetica che nasce dalla commistione cinema-libro, alla quale si deve tutto: i colori, la focalizzazione dei personaggi, gli sfondi, i dettagli, il tono generale, i dialoghi sferzanti e scettici, le parentesi non realistiche. Sfugge dal teen movie standardizzato per diventare una black comedy intelligente, triste e perfino tragica, che crea con attenzione al dettaglio un mondo senza compromesso permeato da una visione schiettamente pessimista.
Enid e Rebecca sono due brillanti adolescenti, più intelligenti della media, che hanno scelto liberamente di difendersi schiena contro schiena dal mondo. Quando conoscono Seymour, dopo un iniziale sarcasmo condiviso contro quello che sembra solo un altro perdente, Enid comincia a allontanarsi dal gioco: inaspettatamente, l'uomo comincia a piacerle davvero, con il suo mondo leggermente patetico da collezionista compulsivo. Tra i due naturalmente non potrà mai esserci idillio vero perché in fondo sono troppo simili, entrambi coltivano un complesso stile di vita personale, riflesso di una personalità che invia all'esterno messaggi destinati a cadere nel vuoto; i due sono talmente affini da riconoscere che è difficile trovare un proprio simile quando ci si sente così distanti dagli altri. È questa originalità di Seymour che attira Enid, al contrario della sua amica Rebecca.
Il finale riesce a evitare la stucchevole tradizione hollywoodiana dell'happy end, che ha lobotomizzato gli spettatori diventando un vero e proprio deus ex machina; la soluzione degli autori, oltre a essere molto poetica, è più fedele alla tradizione del classico racconto breve. Lo spettatore capisce che Enid e Seymour non possono risolvere il problema della propria vita in poche settimane, ma il loro incontro-scontro li ha forse catapultati fuori dal letargo.

## Riconoscimenti
- 2002 - Premio Oscar
  - Nomination Migliore sceneggiatura non originale a Daniel Clowes e Terry Zwigoff
- 2002 - Golden Globe
  - Nomination Migliore attrice in un film commedia o musicale a Thora Birch
  - Nomination Miglior attore non protagonista a Steve Buscemi
- 2001 - Satellite Award
  - Nomination Miglior attrice in un film commedia o musicale a Thora Birch
  - Nomination Miglior attore non protagonista in un film commedia o musicale a Steve Buscemi
- 2001 - National Board of Review Award
  - Riconoscimento speciale per l'eccellenza nel filmmaking

2002 - Empire Award
- - Nomination Independent Spirit Award a Terry Zwigoff
- 2001 - Festival del cinema americano di Deauville
  - Premio della giuria
- 2002 - Independent Spirit Award
  - Miglior attore non protagonista a Steve Buscemi
  - Miglior sceneggiatura d'esordio a Daniel Clowes e Terry Zwigoff
  - Nomination Miglior film d'esordio
- 2002 - British Independent Film Award
  - Nomination Miglior film straniero in lingua inglese
- 2001 - Chicago Film Critics Association Award
  - Miglior attore non protagonista a Steve Buscemi
  - Nomination Miglior attrice a Thora Birch
  - Nomination Miglior sceneggiatura a Daniel Clowes e Terry Zwigoff
- 2001 - Phoenix Film Critics Society Award
  - Nomination Miglior attore non protagonista a Steve Buscemi
  - Nomination Miglior adattamento della sceneggiatura a Daniel Clowes e Terry Zwigoff
- 2001 - San Diego Film Critics Society Award
  - Miglior film
  - Miglior regista a Terry Zwigoff
  - Miglior attrice a Thora Birch
  - Miglior adattamento della sceneggiatura a Daniel Clowes e Terry Zwigoff
  - Premio speciale a Steve Buscemi